# وینگ کامندر (بازی ویدیویی)
وینگ کامندر (به انگلیسی: Wing Commander) اولین بازی ساخته شده توسط کریس رابرتس در ژانر شبیه‌سازی پرواز در فضا است که توسط تیم اوریجین سیستمز ساخته شده‌است. اولین نسخه بازی برای سیستم عامل ام‌اس-داس، و در ۲۶ سپتامبر ۱۹۹۰ منتشر شد و بعداً برای آمیگا، آمیگا سی‌دی۳۲، سگا سی دی و سوپر نینتندو نسخه‌های جداگانه آن به بازار آمد، و در نهایت برای کامپیوترهای خانگی با نام وینگ کامندر I در سال ۱۹۹۴ منتشر شد. این بازی در سال ۱۹۹۴ بازسازی شد و با نام سوپر وینگ کامندر برای ۳دی‌او و پس از آن برای مکینتاش منتشر شد.
این بازی یک گام بزرگ به جلو برای بازی‌های جنگ فضایی بود که از نظر، گرافیک، صدا و بخش داستانی می‌توان آن را با فیلم‌های جنگ ستارگان مقایسه کنیم. داستان در سال ۲۶۵۴ می‌گذرد و شخصیت‌های داستان توسط کریس رابرتس ساخته شده‌اند و به نوعی می‌توان داستان را «جنگ جهانی دوم در فضا» دانست، داستان دربارهٔ خلبان‌های چند ملیتی است از طرف فدراسیون ترران، عملیات‌هایی علیه کیلراتیها یکی از اقوام درنده و خشن انجام می‌دهند (این داستان به شدت از کزین که توسط لری نیون نوشته شده الهام گرفته‌است).